# Minorités sexuelles et de genre en Inde
Les droits des lesbiennes, gays, bisexuels et transgenres (LGBT) en Inde ont évolué ces dernières années. Cependant, les citoyens LGBT indiens sont confrontés à certaines difficultés sociales et juridiques que ne connaissent pas les personnes non LGBT. Le pays a abrogé ses lois de l'ère coloniale, qui discriminaient directement les identités homosexuelles et transgenres et ont également réinterprété l'article 15 de la Constitution pour interdire la discrimination sur la base de l'orientation sexuelle et de l'identité de genre. Mais de nombreuses protections juridiques n'existent pas, par exemple le mariage homosexuel.

## Histoire
Selon l'universitaire Rohit K. Dasgupta (en), le Kamasutra décrit des relations homosexuelles masculines et féminines, et donne des conseils pour mieux les pratiquer. Bien que les Lois de Manu interdisent aux hommes d'avoir d'autres rapports sexuels que la pénétration vaginale, il n'existe pas de preuves historiques que quiconque ait été puni dans l'histoire ancienne de l'Inde pour avoir connu sexuellement une personne du même sexe. De plus, les traditions religieuses hindoues contiennent plusieurs exemples de fluidité de sexualité ou de genre.

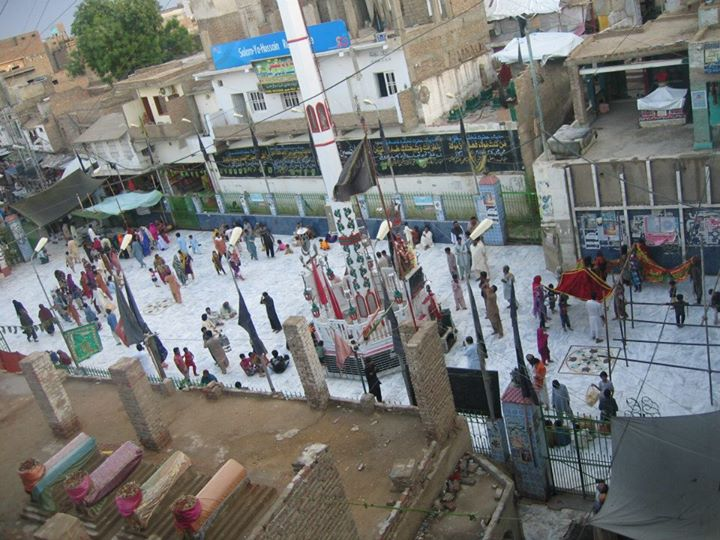
Passage à l'entrée du sanctuaire de La'l Shahbâz Qalandar. Les pèlerins et pèlerines – et particulièrement les fakirs – vouent une dévotion intime à ce saint soufi. Omar Kasmani décrit cela comme une forme d'amour queer.

Les poètes du mouvement bhakti ont des conceptions de la famille et de la sexualité qui incluent une très grande intimité avec les divinités. Cette dévotion intense se manifeste par exemple par des hommes qui chantent leur amour pour un dieu masculin, des femmes qui désobéissent aux obligations patriarcales (surtout de mariage), et des ermites qui quittent toute forme de vie domestique pour partir pèleriner. La même sorte de dévotion existe dans la tradition soufie.
Lors de la colonisation, la sexualité et le genre font partie des thèmes politiques importants par rapport auxquels les Portugais, les Français et les Britanniques justifient leur prise de pouvoir. Les mouvements anti-coloniaux s'appuient en retour aussi souvent sur l'idée d'une hétérosexualité authentiquement hindoue afin d'appuyer leur combat.

## Démographie
D'après une estimation de l'Organisation nationale de contrôle du sida (NACO) réalisée en 2008, il y a deux millions cinq cent mille homosexuels masculins en Inde.
Ipsos a publié un rapport à la suite de son enquête mondiale LGBT+ Pride 2021, menée entre le 23 avril et le 7 mai 2021. Les résultats montrent que 2 % de la population indienne s'identifie comme autre qu'homme ou femme, notamment transgenre, non-binaire, non conforme ou encore gender-fluid. En ce qui concerne l'orientation sexuelle, le rapport montre que 3 % de la population indienne s'identifie comme homosexuelle (gays et lesbiennes), 9 % bisexuelle, 1 % pansexuelle et 2 % asexuelle. Au total, 17 % s'identifient comme n'étant pas hétérosexuelle (à l'exception de « ne sait pas » et « préfère ne pas répondre »).

## Communautés

### Hijra
Les hijras, personnes du troisième genre considérées comme n'étant ni hommes ni femmes, ont une longue histoire dans le sous-continent indien. Criminalisés dans l'Inde britannique à la fin du XIXe siècle, ils ont continué à être stigmatisés dans l'ère postcoloniale. Depuis la fin du XXe siècle, des militants hijras ont fait pression pour la reconnaissance officielle de leur spécificité.

### Lesbiennes
Les lesbiennes en Inde ont commencé à s'organiser et à manifester dans les années 1980, à la suite d'attaques nationalistes contre des cinémas à la sortie du film Fire en 1996. Elles ont peu de droits au sein du système juridique indien.

## Sociabilité

### Monde de la nuit

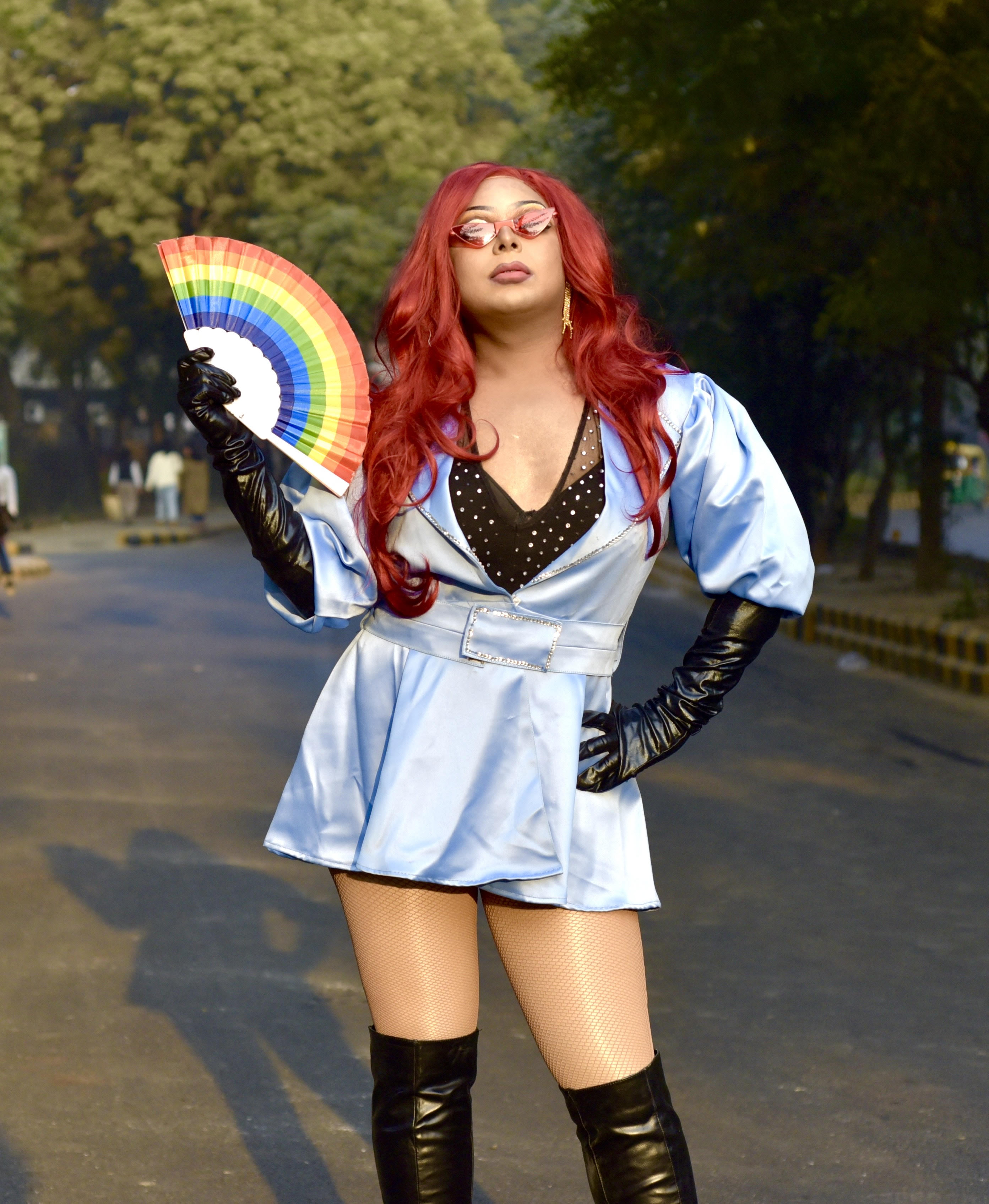
Lush Monsoon à la marche des fiertés de New Delhi en 2023.

Depuis la dépénalisation de l'homosexualité en 2018, l'Inde voit la multiplication des lieux ouvertement LGBTQ+. C'est notamment le cas du Kitty Su, un night club situé dans au sous-sol d'un hôtel de luxe de New Delhi, fondé par Keshav Suri et qui accueille non seulement les minorités de genre, mais aussi les personnes handicapées et les victimes d'attaques à l'acide. Depuis, le Kitty Su a ouvert d'autres établissements à Mumbai, Bangalore, Calcutta et Chandigarh. À la suite de la fusillade du 12 juin 2016 à Orlando, le Kitty Su organise des soirées spécifiquement destinées aux personnes issues de classes populaires.
Le Kitty Su est à l'origine du renouveau de la culture drag en Inde, invitant les drag queen internationales Milk, Thorgy Thor (en) et Violet Chachki et mettant en valeur les artistes locales, telles que Lush Monsoon et Betta Naan Stop.

## Conditions de vie

### Opinion publique
Depuis la fin du XXe siècle, l'on constate une baisse des stéréotypes et idées homophobes dans l'opinion indienne. Ainsi, si en 1993, 93 % de la population du pays estimait que l'homosexualité était « injustifiable », ce taux est descendu à 63 % en 2006.
D'après une étude du Pew Research Center de 2023, 53 % de la population indienne serait favorable à la légalisation du mariage homosexuel.

#### Religions
La religion a joué un rôle significatif dans la formation des coutumes et traditions en Inde. Alors que l'homosexualité n'était pas mentionnée explicitement dans les textes religieux fondamentaux de l'hindouisme, la religion la plus pratiquée en Inde, quelques interprétations ont été vues comme condamnant l'homosexualité. Les spécialistes divergent dans leur vision de la position de l'homosexualité au sein des principales traditions religieuses de l'Inde. Des arguments ont été avancés pour dire que l'homosexualité avait été présente et acceptée dans l'ancienne société hindoue.

### Statut légal

#### Homosexualité
Les relations homosexuelles ont longtemps été un crime en Inde, un statut qui datait de l'ère de la domination britannique. La section 377 du Code pénal indien (en) de 1860 criminalisait les « relations charnelles contre l'ordre de la nature ». La nature vague de cette législation a eu pour résultat de viser de nombreuses pratiques sexuelles, comme la fellation ou la sodomie. Les châtiments allaient de dix ans de prison à la prison à vie : « Quiconque a volontairement une relation charnelle contre l'ordre de la nature avec un homme, une femme ou un animal, sera puni de prison à vie, ou d'un emprisonnement allant jusqu'à dix ans, et sera aussi redevable d'une amende ».
La Haute Cour de Delhi a jugé, le 2 juillet 2009, que la section 377 du Code pénal constituait « une violation des droits fondamentaux ». Si cette décision n'a juridiquement d'effet qu'à Delhi, elle a toutefois incité le gouvernement à programmer une réunion interministérielle sur le sujet, et l'article, qui n'était déjà pas souvent appliqué, pourrait ne plus l'être du tout sur l'ensemble du territoire,.
Le 11 décembre 2013, la Cour suprême de l'Inde déclare l'article relatif aux relations homosexuelles comme étant illégales non contraire à la Constitution en rappelant que cet article concerne aussi les relations sexuelles « non consensuelles » avec les femmes ou les viols sur les mineurs, mais invite le Parlement à légiférer de façon plus libérale sur la question des relations homosexuelles entre adultes consentants, en invoquant aussi la séparation des pouvoirs et en rappelant au parlement son rôle de législateur. Ainsi de fait, la restauration de la section 377 du code pénal indien criminalise à nouveau l'homosexualité sur le territoire de Delhi, la dé-criminalisation ne s'étant faite que sur ce territoire indien.
Aucun des grands partis politiques indiens n'a mentionné les droits des homosexuels dans son manifeste ou lors de tribunes jusqu'en 2013. En décembre 2013, à la suite de la décision de la Cour suprême indienne, Rahul Gandhi, vice-président du Congrès national indien a déclaré que le sujet relevait de libertés individuelles en souhaitant la suppression de l'article 377. Le parti Aam Aadmi a, quant à lui, communiqué sur son site internet, sa volonté de voir l'article 377 « archaïque » être supprimé en rappelant que les relations homosexuelles entre adultes consentants relevaient de « droits humains ». Pour les élections de 2014, le Parti communiste d'Inde (marxiste) (CPM) a évoqué la suppression de l'article 377 dans son programme électoral et le Congrès national indien a évoqué une meilleure prise en compte des personnes transgenres. Le CPM s'était déjà illustré dix ans auparavant puisque l'un des membres du bureau du parti, Brinda Karat, avait écrit une lettre ouverte en 2003 au ministre de la Justice d'alors, Arun Jaitley, pour demander l'abolition de la section 377 du code pénal indien. En 2006, une lettre ouverte signée par de nombreuses personnalités indiennes comme Amartya Sen, Arundathi Roy ou Vikram Seth demandait l'abrogation de cette loi.
En mai 2016, une affaire touche Dehli : deux jeunes hommes qui se livraient à des rapports et qui avaient été aperçus dans leur voiture garée près d'un bâtiment désaffecté avaient été sauvagement lynchés par un groupe de personnes. Ils les avaient mis à nu, attachés et torturés, notamment à l'anus par divers objets. Les deux jeunes avaient fini par être émasculés et le tout avait été filmé. Ce drame avait relancé le débat déjà présent des droits LGBT dans tout le pays.[réf. nécessaire]
Le 24 août 2017, la Cour suprême de l'Inde a statué sur le respect de la vie privée et plus particulièrement sur un projet national de recensement d'identités numériques. Le jugement ouvre la voie à la dépénalisation de l'homosexualité ; en effet, les juges ont estimé que les homosexuels indiens avaient droit à la vie privée et que « la discrimination contre un individu sur la base de son orientation sexuelle [était] une atteinte profonde à la dignité et au respect de l’individu » dans un État de droit.
L'homosexualité a été dépénalisée le 6 septembre 2018 lors de la décision historique Navtej Singh Johar v. Union of India (en), qui dépénalise les rapports homosexuels consensuels en réécrivant l'article 377 du code pénal indien.

##### Reconnaissance des couples homosexuels
La loi indienne ne reconnaît aucun couple de même sexe. Lors d'une visite en 2005 du premier ministre canadien Paul Martin en Inde, une journaliste a demandé au premier ministre indien Manmohan Singh ce qu'il pensait de la nouvelle loi autorisant le mariage gay au Canada. Sa réponse fut qu'« il n'y aurait pas beaucoup d'enthousiasme pour une telle loi en Inde », et il continua en soulignant les différences culturelles entre les deux sociétés.
Le corps religieux suprême des Sikh, l'Akal Takht, a rendu un édit condamnant le mariage homosexuel et a demandé aux Sikhs vivant au Canada de ne pas soutenir ou permettre de mariages homosexuels dans les Gurdwârâs. En 2005, deux femmes non nommées d'Hyderabad demandèrent au Darul Qaza, une cour islamique, une fatwa leur permettant de se marier, mais une telle autorisation leur fut refusée. Aucune des principales églises chrétiennes en Inde ne permet le mariage homosexuel.
L'Inde a dépénalisé l'homosexualité le 6 septembre 2018 ; la Cour suprême a alors invalidé l'article 377 du Code pénal, qui punissait de plusieurs années de prison les relations sexuelles entre personnes de même sexe,.

##### Adoption par les couples homosexuels
Le 10 octobre 2023, un jugement de la Cour suprême d'Inde déclare non applicable une régulation interdisant aux couples homosexuels et non mariés d'adopter des enfants. Néanmoins, la cour déclare également que la charte actuelle n'implique pas un droit au mariage, et qu'il est du ressort du parlement de légiférer sur ce point, ajoutant que le pays a le devoir de protéger les personnes queers de la discrimination.

#### Transidentité et intersexuation
La Cour suprême en avril 2014 a reconnu les hijras, les personnes transgenres, les eunuques et les personnes intersexes comme un « troisième genre » en droit,,. Le pays leur propose une option dans les passeports et dans certains documents officiels.
Les personnes transgenres sont autorisées à changer de sexe après une chirurgie de réassignation sexuelle en vertu de la législation adoptée en 2019 (en) et ont le droit constitutionnel de s'inscrire sous un troisième sexe. En outre, certains États protègent les hijras, par le biais de programmes de logements, et offrent des prestations sociales, des régimes de retraite, des lits dans les hôpitaux publics ainsi que d'autres programmes conçus pour les soutenir. Il y a environ cent mille personnes transgenres en Inde.

## Culture

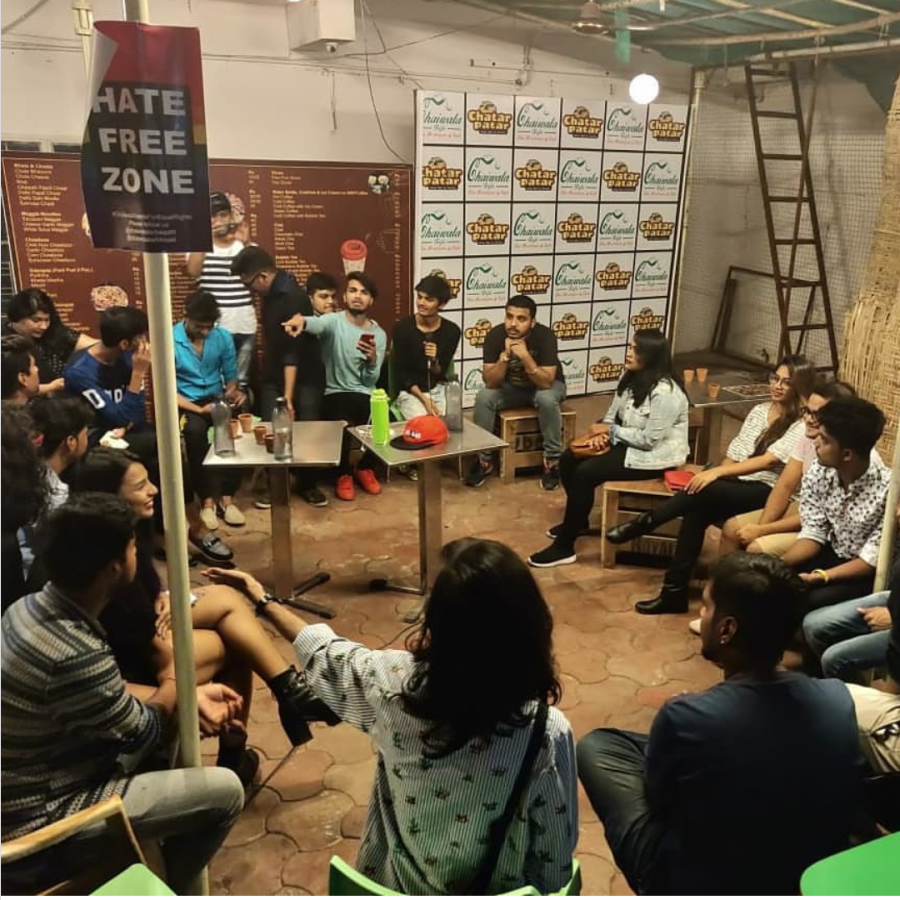
Une réunion de queermitra, un groupe de discussion et safe space pour jeunes à Bhopal.

### Représentations
Il y a eu en particulier plus de représentations de l'homosexualité dans les médias d'information indiens,, et à Bollywood.

### Arts plastiques
Comme exemples d'artistes abordant les thèmes des minorités sexuelles et de genre en Inde, une encyclopédie[Laquelle ?] donne Sunil Gupta (devenu canadien), Bhupen Khakhar (en) et Tejal Shah (en).